# Yaxchilán
Yaxchilán (más néven Menché illetve Lorillard) ókori maja város az Usumacinta folyó partján a Yucatán-félszigeten, Chiapas szövetségi állam területén, Mexikóban. A város neve eredetileg maja nyelven valószínűleg Izancanac vagy Siyaj Chan volt. Yaxchilán régészeti jelentőségét az ott nagy számban talált szemöldökgerendák és sztélék különösen növelték. Feltételezések szerint a város közelében már a 7. században felépült egy 180 méter hosszú híd az Usumacinta felett; ha ez igaz, akkor ez a híd lehetett az akkori világ leghosszabb hídja.

## Elhelyezkedése
Az ókori maja Yaxchilán Mexikó és Guatemala határán, az Usumacinta folyó egy természetes kanyarulatában fekszik és ilyen módon három oldalról víz veszi körül. Csak az 1990-es években épült ki egy aszfaltozott út a mexikói-guatemalai határon (a mexikói oldalon), a romvárost mindaddig csak folyón vagy repülőn lehetett megközelíteni.

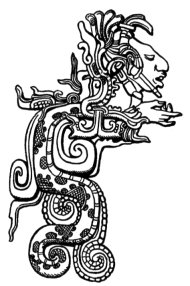
részlet egy fejkő díszítéséből

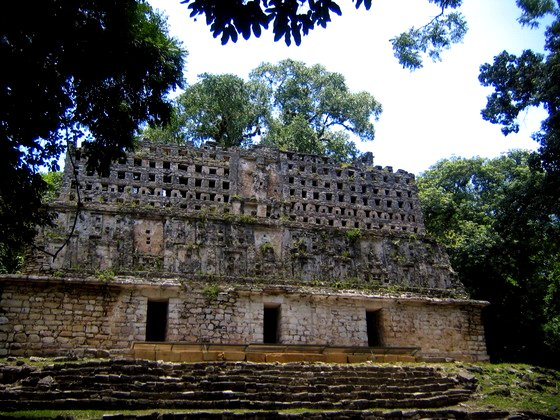
Az ún. 33. épület

## Története
A nagy területen szétszórtan illetve a folyóval párhuzamosan elhelyezkedő épületek a klasszikus maja korszakból származnak (300 - 900). Palenque és a 70 km-re  északnyugatra fekvő vetélytársa, Piedras Negras, Tikal (ez utóbbi kettő Guatemalában) és Copán (Honduras) városállamok mellett Yaxchilán volt az egyik nagy önálló kultúrközpont. Virágzása a 7. és 8. század közöttre tehető és több más kisebb városon (pl. Bonampak) uralkodott és sokáig Piedras Negras, valamint rövid ideig Tikal szövetségese is volt. I. Yopaat-Balam alapította a dinasztiát és  talán 359 július 23-án lépett trónra, amikor Yaxchilán még jelentéktelen kis állam volt. Utódjai uralkodása alatt azonban a környék fővárosává emelkedett. A dinasztia a 9. századig volt uralmon. Yaxchilán III. Itzamnaaj Bahlam uralkodása idején állt hatalma csúcsán, aki 742-ben halt meg 95-99 évesen. Piedras Negrasra 808-ban döntő vereséget mért és annak összeomlása után (810) Yaxchilán maradt az egyetlen jelentős maja város, de néhány évtized múlva ezt is elhagyták lakói. Yaxchilán számtalan reliefje és feliratai a palenqueiekkel együtt a yucatán-alföldi maják történetének kutatásában nagyon fontos információs forrás volt.

## Feltárásának története
Első újkori említése Juan Galindo egy beszámolójában található 1833-ból. A várost a Guatemalai Nemzeti Egyetem professzora Edwin Rockstroh kereste és fedezte fel újra 1881-ben, majd Alfred Maudslay írta le először részletesen 1882-ben. (Ezt követően csak néhány nap eltéréssel Désiré Charnay is itt járt). A név (yax = kék és zöld, chilán = szétszórt) az osztrák származású Teobert Malertől származik, aki 1897 és 1901 között többször is felkereste a romokat, majd 1903-ban részletes beszámolót publikált. Ezt követően Sylvanus Morley 1931-ben végzett kutatásokat, újabb épületeket tárt fel és felmérte a területet. A maja hieroglifák megfejtésében is jelentős szerep jutott Yaxchilánnak, 1963-ban Tatiana Proskouriakoff az itt talált feliratok alapján tett nagy előrelépéseket a maja írás teljes megfejtésében. A Mexikói Nemzeti Régészeti és Történelmi Intézet (INAH) vezetésével 1972 és 1973 között valamint 1983-ban újabb részletes régészeti feltárásokra került sor.

## Úgynevezett szemöldökgerendák, a kapuzatok felett elhelyezett informatív kőtáblák (British Museum)

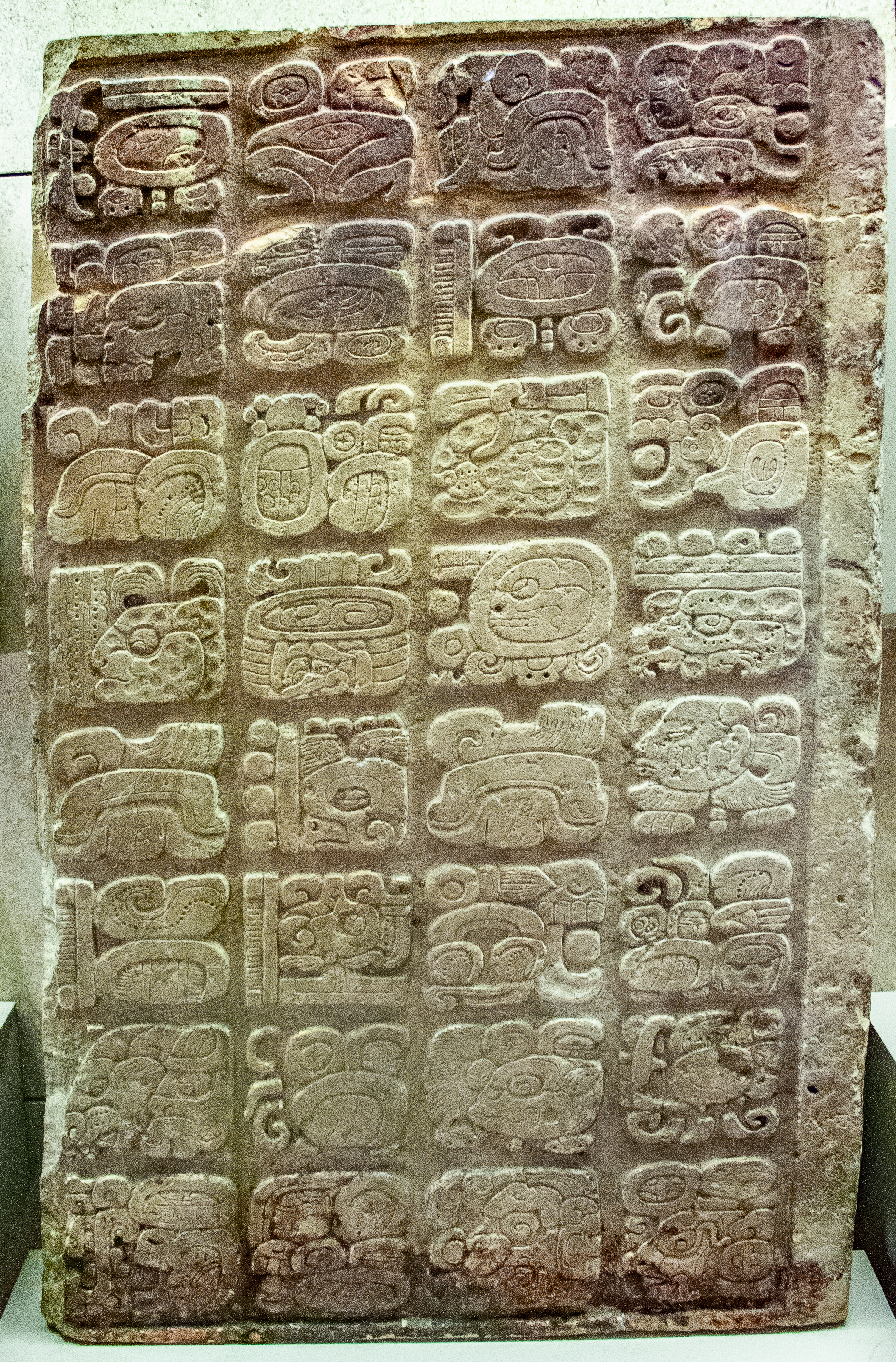
Nyolc kőtábla egyike, amelyek együtt az uralkodók kilenc nemzedékének történetét mesélik el
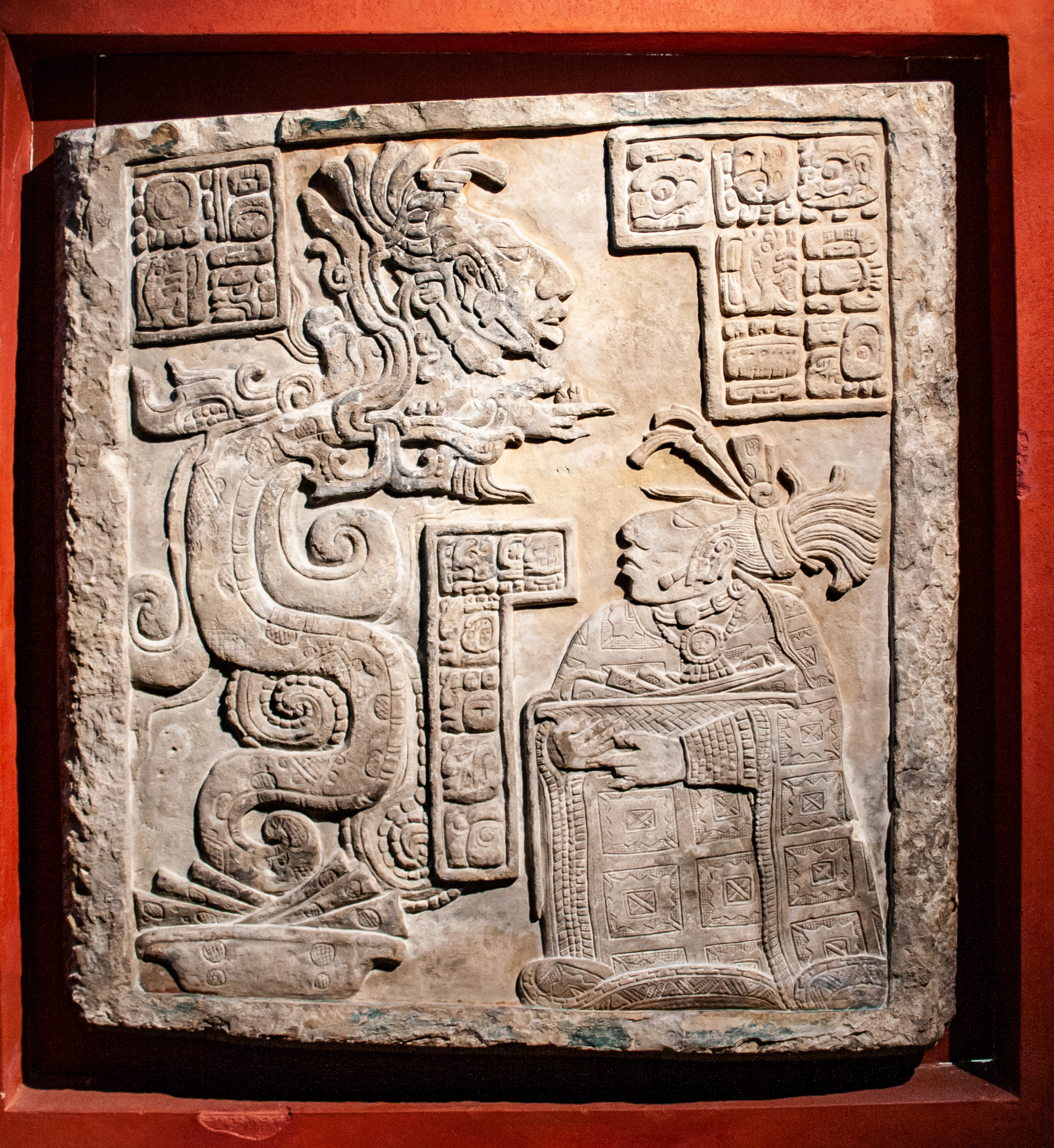
A baloldali kígyó szájából előtűnik az ős, akit a jobboldali királynő saját vérének áldozatával megidézett
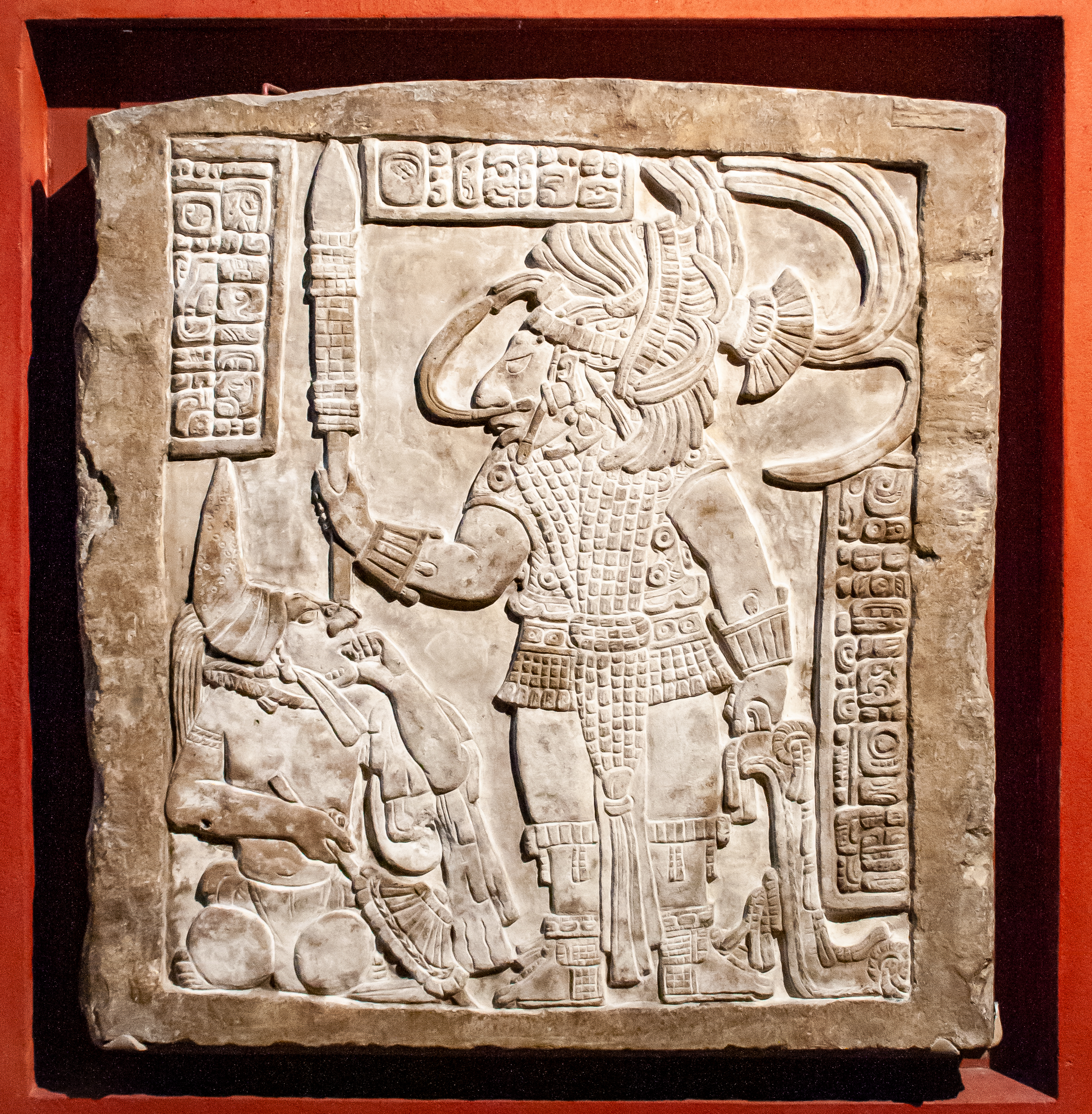
IV. Madár Jaguár ajaw (uralkodó) egy elfogott nemes felett, aki beleharap az ujjába. Ellenséges nemes elfogása a trónra lépés feltétele volt
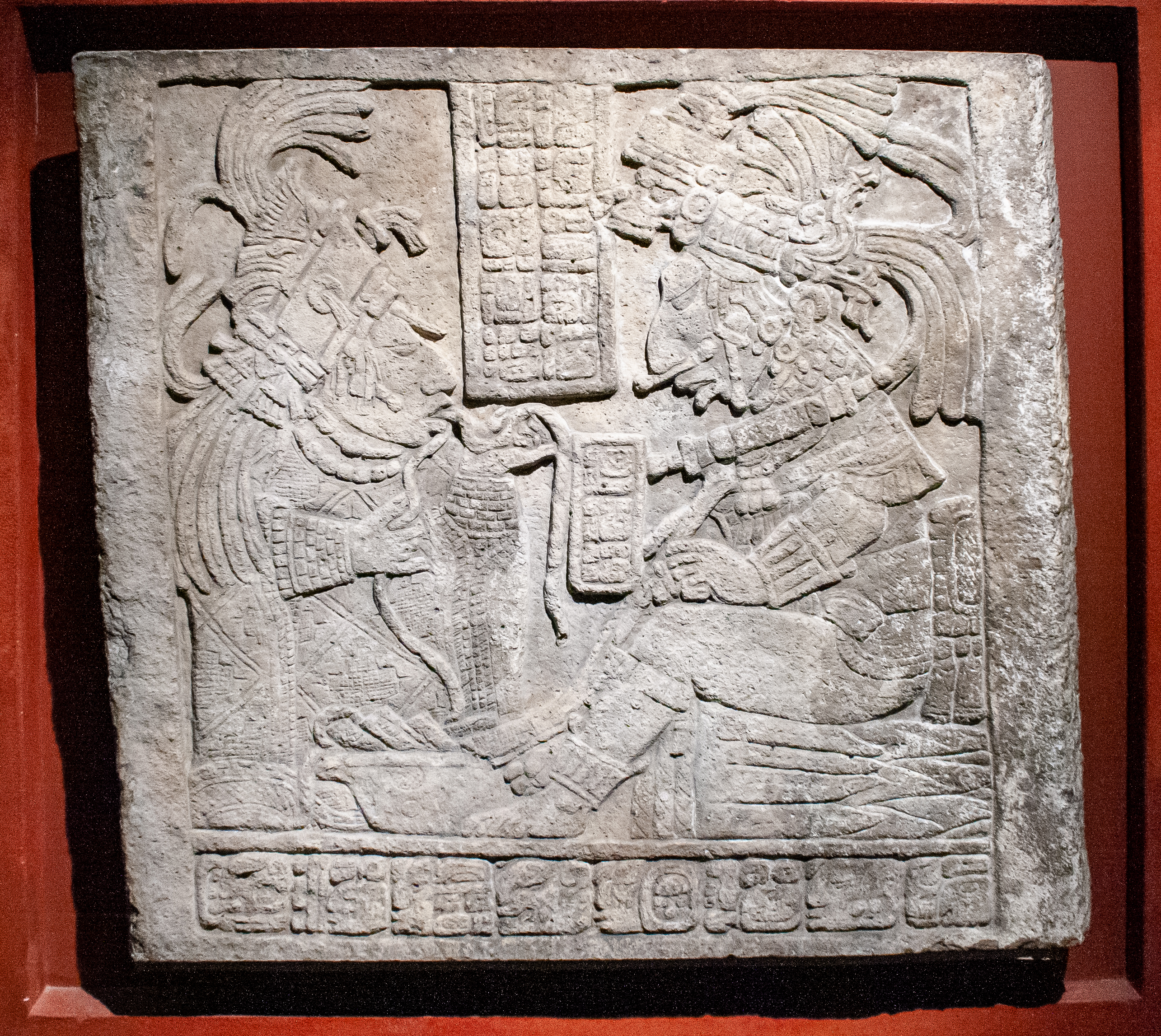
IV. Madár Jaguár egyik felesége (balra) véráldozata során a nyelvén át húz egy tüskés zsinórt. Szemben vele az uralkodó maga is véráldozatra, a pénisze átszúrására készül